# Havyard Ship Technology
Havyard Ship Technology AS är ett norskt skeppsvarvs- och verkstadsföretag. Det bildades i nuvarande form 1999 efter uppköp av Løland Verft i Leirvik. Det ingår i Havyard Group ASA med huvudkontor i Fosnavåg. Havyard Group noterades på Oslobörsen 2014. Skeppsvarvet ligger vid den yttre delen av Sognefjorden i Hyllestads kommun (61°07′25.87″N 5°19′43.43″Ö / 61.1238528°N 5.3287306°Ö).

## Historik
Havyard Groups skeppsvarv grundades av Jonas Løland som Løland Motorverkstad AS 1928 i Leirvik i Hyllestads kommun, som i början tillverkade maskindelar till vattenkraftindustrin och från 1930-talet också började tillverka verktygsmaskiner och linbanor. Företagets första fartyg var kabelfärjan Loftesnesferja 1938 för trafik över Loftesnessundet i Sogndal. Under 1950-talet byggde företaget fiskebåtar till fiskare i Norge, Island och Färöarna. År 1956 blev det lokala rederiet Fylkesbaatane den största kunden.
Efter Jonas Lølands död 1960 övertog sönerna varvet. Det omorganiserades 1969 till aktiebolaget Løland Verft AS, med Magnus Løland som vd. År 1975 anlades ett nytt skeppsvarv med överbyggd torrdocka på 130 x 20 meter och en djupvattenkaj vid inloppet till Bøfjorden. Kostnaden blev högre än beräknat, varför företaget hamnade i ekonomiska svårigheter och gick i konkurs. Tillsammans med Kleven Verft och Fylkesbaatarna kunde Lølandfamiljen 1980 få varvet i drift igen, med Kleven Verft som ägare till 65 procent och Fylkesbaatarne till 25 procent. Kleven Verft övertog 1986 Fylkesbaatarnes aktier. Kværner köpte Klevengruppen 1990, varefter Leirvikvarvet namnändrades till Kværner Kleven Leirvik AS.
Kværner sålde sina varv efter ekonomiska problem i slutet av 1990-talet, varav varvet i Leirvik såldes 2000 till Per Sæviks Havyard Group i Fosnavåg. Det fick 2011 sitt nuvarande namn Havyard Ship Technology AS.

## Bildgalleri

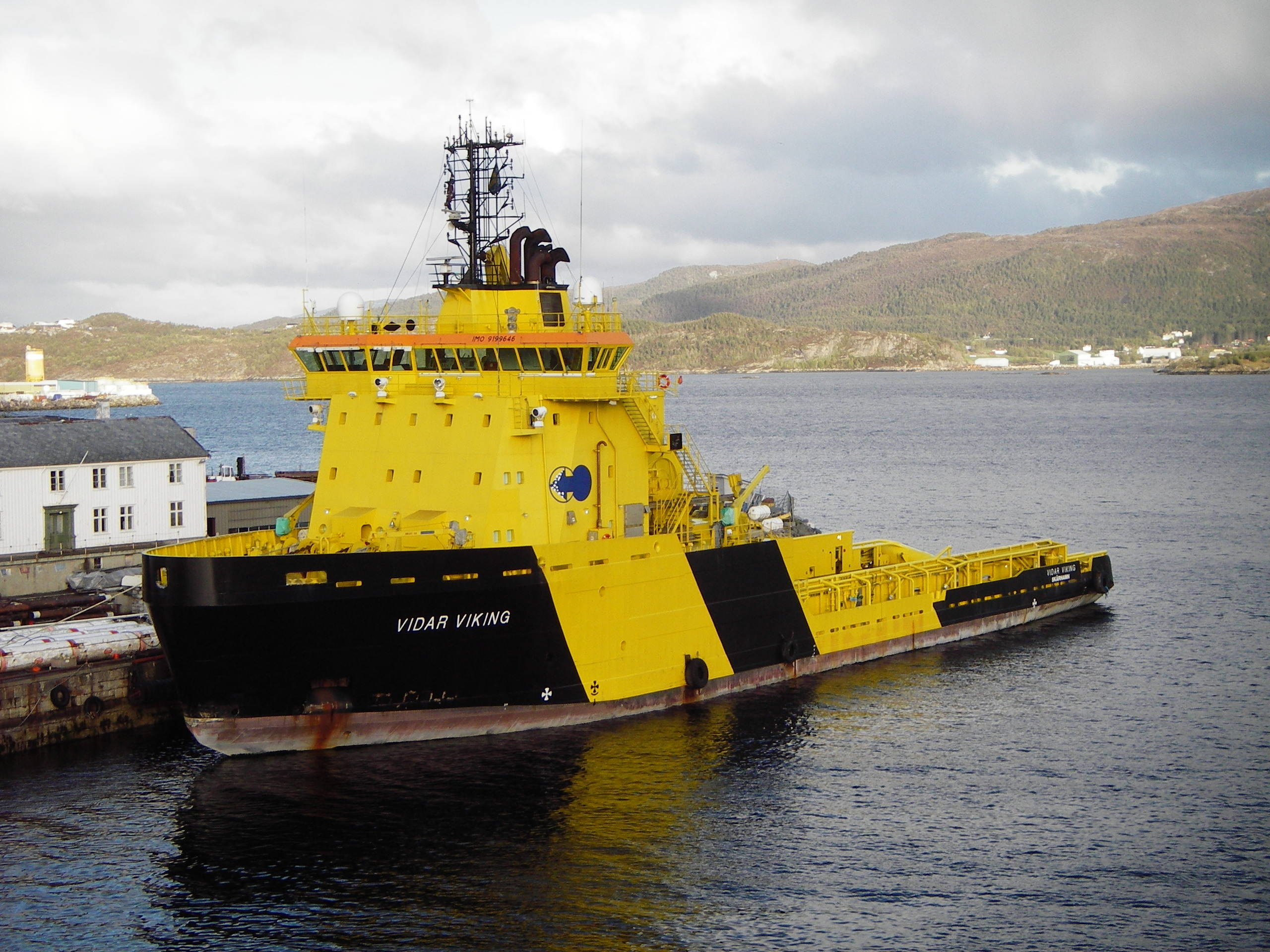
Vidar Viking, byggd 2000 för Viking Supply Ships AS
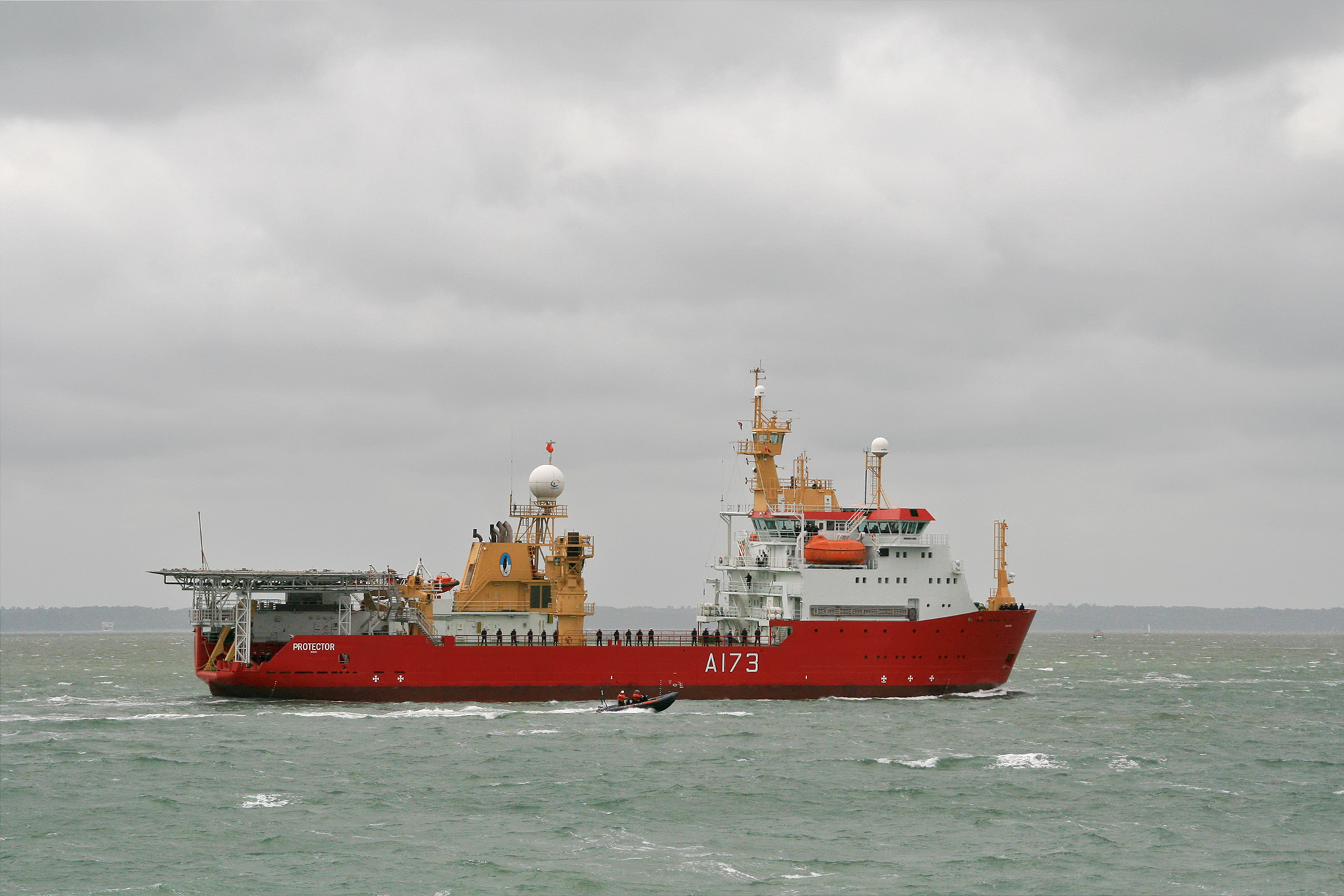
Brittiska flottans HMS Protector (A173), tidigare Polarbjørn
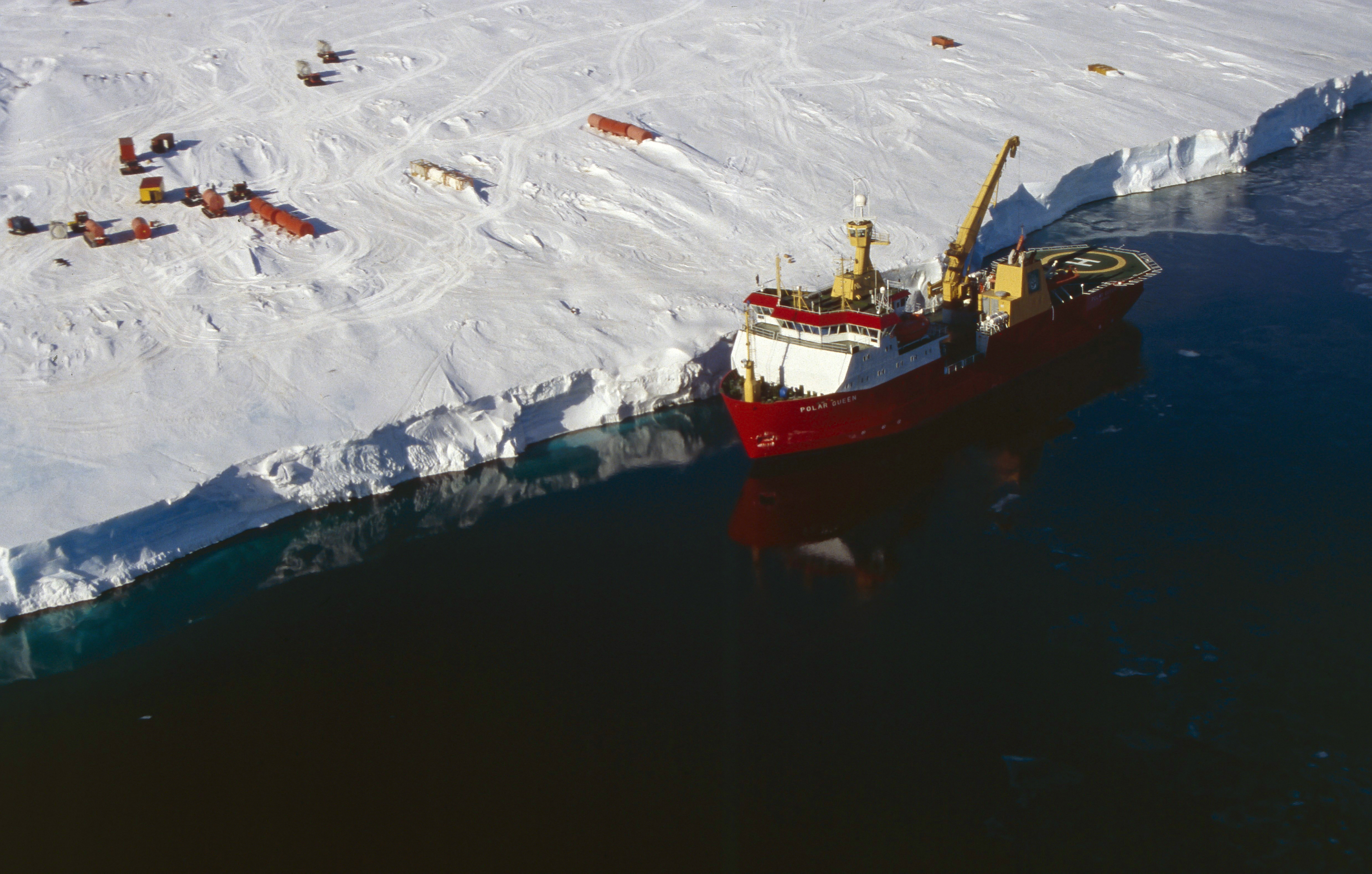
Forskningsfartyget M/S Polar Queen, numera RSS Ernest Shakleton, byggt 1995, i Antarktis
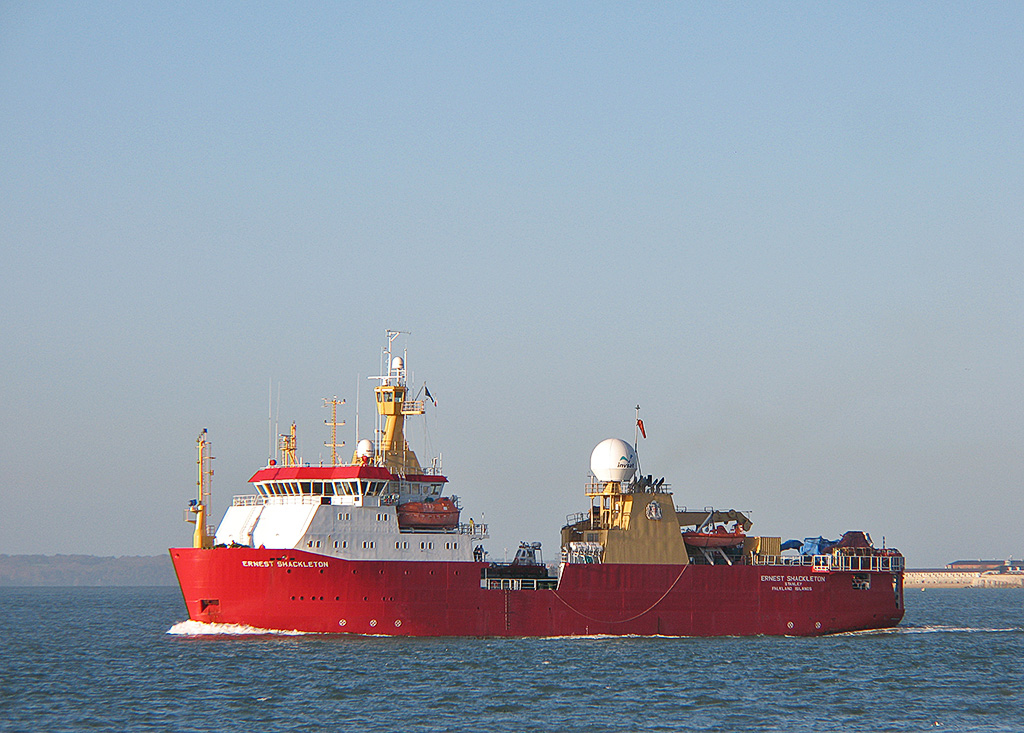
Royal Research Ship RSS Ernest Shackleton
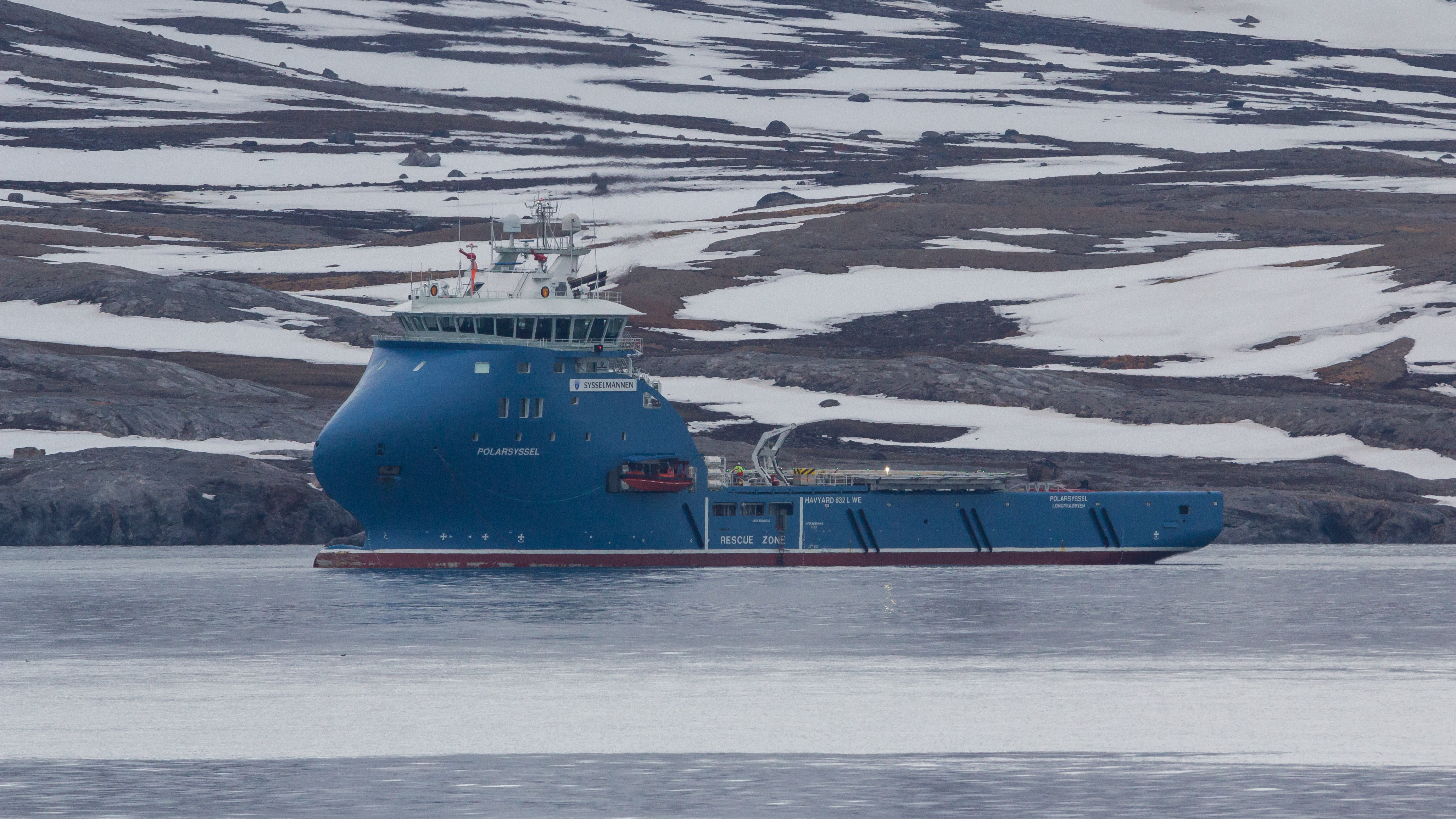
M/S Polarsyssel, Sysselmannens på Svalbard tjänstefartyg